# مقاطعة هانكوك (إلينوي)
مقاطعة هانكوك (بالإنجليزية: Hancock County)‏ هي إحدى المقاطعات في ولاية إلينوي في الولايات المتحدة الأمريكية.